# Через всю войну
«Через всю войну» — седьмой студийный альбом советской фолк-рок-группы «Песняры», выпущенный в августе 1985 года к 40-летию победы Советского Союза в Великой Отечественной войне. Программа пластинки была написана Владимиром Мулявиным на стихи поэтов-фронтовиков, консультантом выступил Валентин Та́рас.

## Об альбоме
Однажды за чашечкой кофе Владимир Георгиевич ошарашил меня своим предложением:«Есть у меня один грандиозный замысел: сделать большую, может, часа на полтора, концертную программу о Великой Отечественной войне... Но это должен быть не просто концерт, не сборная „солянка“ из разрозненных старых песен, а цельный музыкальный спектакль с единым драматургическим стержнем, внутренним сюжетом... Каждое стихотворение — один из её эпизодов, в хронологической последовательности. От первого дня войны до последнего. До Дня Победы.»
Как вспоминает писатель Валентин Та́рас, однажды Владимир Мулявин высказал желание сделать к 40-летию освобождения Белоруссии и 40-летию победы большую концертную программу о Великой Отечественной войне. Мулявин попросил у Тараса помощи в написании стихов к песням. Валентин Ефимович сначала не соглашался, мотивируя это тем, что никогда прежде не писал тексты к песням, однако затем принял условия Мулявина. Заместитель министра культуры БССР Владимир Скороходов обеспечил для ансамбля звукозаписывающую студию в Москве, потому как фирма «Мелодия» не собиралась выпускать диск.
Программа для диска-гиганта была подготовлена в конце 1984 года и «обкатана» на концертах. В том же 1984 году на студии «Беларусьфильм» вышел 20-минутный телевизионный фильм-концерт «Через всю войну», где прозвучало несколько песен, вошедших затем в альбом.
По словам музыкального критика Алексея Мажаева, «альбом отличается удивительной, почти забытой интонацией разговора о войне». Мажаев также отмечает, что «„Песняры“ в этой концептуальной прог-роковой работе отказались от своей фирменной славянской распевности и красивых вокальных партий». По мнению музыкального обозревателя Дмитрия Подберезского, «можно даже внимательно не слушать песни с этой программы, чтобы прийти к выводу, что они очень сильно отличаются от всего того, что в жанре песни было написано на тему войны».
В 2014 году издательство «Мирумир» перевыпустило эту пластинку на виниле.

## Список композиций
Автор музыки ко всем композициям: Владимир Мулявин; аранжировка и обработка: Игорь Паливода, Борис Бернштейн и Владимир Ткаченко. Первые три композиции на пластинке объединены в одну.
| №  | Название                    | Текст песни       | Вокал            | Длительность |
| -- | --------------------------- | ----------------- | ---------------- | ------------ |
| 1. | «Вальс»                     | —                 | —                |              |
| 2. | «Праважала сына маці»       | Валентин Тарас    | Игорь Пеня       |              |
| 3. | «Война совсем не фейерверк» | Михаил Кульчицкий | Игорь Пеня       | 6:42         |
| 4. | «Баллада о фотокарточке»    | Валентин Тарас    | Валерий Дайнеко  | 5:41         |
| 5. | «Перед атакой»              | Семён Гудзенко    | Владимир Мулявин | 3:37         |

| №  | Название         | Текст песни         | Вокал           | Длительность |
| -- | ---------------- | ------------------- | --------------- | ------------ |
| 1. | «Песня о пехоте» | Наум Кислик         | Игорь Пеня      | 4:46         |
| 2. | «Рисунок тушью»  | Валентин Тарас      | Валерий Дайнеко | 5:24         |
| 3. | «Тальяночка»     | Александр Прокофьев | Игорь Пеня      | 3:23         |

| №  | Название                     | Текст песни     | Вокал           | Длительность |
| -- | ---------------------------- | --------------- | --------------- | ------------ |
| 1. | «Беларускім партызанам»      | Янка Купала     | Валерий Дайнеко | 4:52         |
| 2. | «Міша Камінскі»              | Эди Огнецвет    | Валерий Дайнеко | 5:46         |
| 3. | «Пісьмо беларускіх партызан» | Рыгор Бородулин | не указан       | 3:55         |
| 4. | «Багратион»                  | Валентин Тарас  | Валерий Дайнеко | 3:14         |

| №  | Название          | Текст песни           | Вокал              | Длительность |
| -- | ----------------- | --------------------- | ------------------ | ------------ |
| 1. | «Родная сторонка» | Александр Твардовский | Анатолий Кашепаров | 3:30         |
| 2. | «Баня»            | Александр Твардовский | Валерий Дайнеко    | 2:31         |
| 3. | «Тальяночка 2»    | Валентин Тарас        | Игорь Пеня         | 1:53         |
| 4. | «Возвращение»     | Валентин Тарас        | Владимир Мулявин   | 3:02         |
| 5. | «Последние залпы» | Александр Твардовский | Владимир Мулявин   | 3:51         |